# Бенедикт XV
Бенеди́кт XV (лат. Benedictus PP. XV, в миру — Джакомо, маркиз делла Кьеза, итал. Giacomo della Chiesa; 21 ноября 1854[…], Пельи, Генуя, Сардинское королевство — 22 января 1922[…], Апостольский дворец, Рим, Королевство Италия) — итальянский священнослужитель, папа римский с 3 сентября 1914 года по 22 января 1922 года.

## Ранние годы

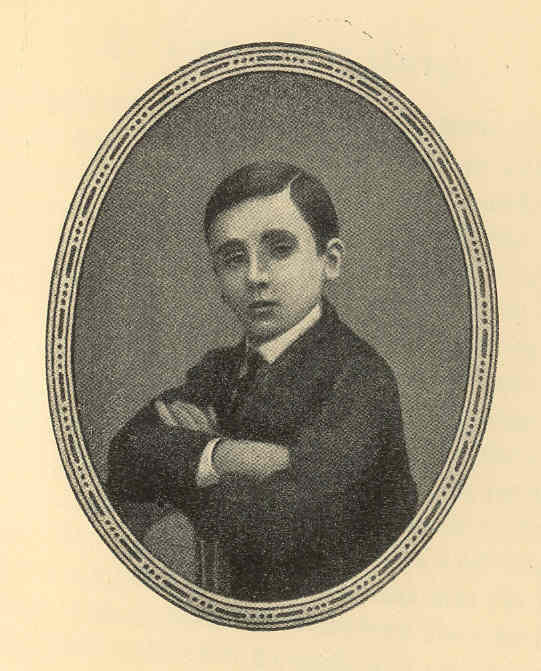
Джакомо в 1866 году в возрасте двенадцати лет

Джакомо делла Кьеза родился в Пельи, пригороде Генуи, Италия, и был третьим сыном маркиза Джузеппе делла Кьеза и его жены маркизы Джованны Мильорати. Генеалогические данные говорят о том, что родственниками со стороны отца были Папа Каликст II и блаженный Антонио делла Кьеза, а также утверждают происхождение Джакомо от короля Италии Беренгара II, со стороны же матери он был родственником Папы Иннокентия VII.
Желание стать священником было отвергнуто его отцом, который настоял на юридической карьере для своего сына. 2 августа 1875 года, в возрасте 21 года Джакомо получил докторскую степень в области права. Он поступил в Университет Генуи, в котором после объединения Италии, в значительной степени доминировали антикатолические и антиклерикальные политические взгляды. По достижении совершеннолетия и получении докторской степени в области права Джакомо снова попросил у отца разрешения учиться на священника. Тогда отец нехотя согласился, но стал настаивать на том, чтобы сын проводил свои богословские исследования в Риме, а не в Генуе, чтобы Джакомо в конечном итоге не стал сельским или провинциальным священником.
Джакомо Кьеза стал студентом Колледжа Капраника. Молодой человек был в Риме, когда 7 февраля 1878 года умер Папа Пий IX. Ему наследовал Папа Лев XIII. Через несколько дней после своей коронации новый Папа дал студентам из Колледжа Капраника частную аудиенцию. Вскоре после этого делла Кьеза был рукоположён в священники кардиналом Раффаэле Монако Ла Валлетта 21 декабря 1878 года.
С 1878 до 1883 Джакомо учился в Папской Церковной академии в Риме, где каждый четверг студенты защищали научную работу; на защиту работы приглашались кардиналы и высокое члены Римской курии. Именно там Джакомо был замечен кардиналом Мариано Рамполлой, который содействовал его поступлению на дипломатическую службу в Ватикане в 1882 году. Вскоре Рамполла был назначен апостольским нунцием в Испании, после чего пригласил Джакомо в качестве личного секретаря. Молодой человек согласился и отправился с Рамполлой в Мадрид. Когда Рамполла впоследствии был назначен государственным секретарём, делла Кьеза также последовал за ним. В течение этих лет делла Кьеза помог договориться о разрешении спора между Германией и Испании над Каролинскими островами (Каролинский кризис), а также об организации оказания помощи во время эпидемии холеры.
Его честолюбивая мать, маркиза делла Кьеза была недовольна карьерой своего сына; она говорила: «Джакомо не был должным образом признан в Ватикане». Рамполла отвечал: «Синьора, ваш сын сделал всего несколько шагов, но они поистине огромны».
После смерти Льва XIII в 1903 году Рамполла старался сделать делла Кьеза секретарём конклава. Избрание Рафаэля Мерри дель Валя, консервативного молодого прелата, стало первым признаком того, что Рамполла вряд ли будет следующим Папой Римским. Когда же Рамполле пришлось оставить пост после избрания своего противника Папы Пия X, а ему наследовал кардинал Рафаэль дель Валь, тогда делла Кьеза был оставлен на своём посту.

## Болонья

### Архиепископ

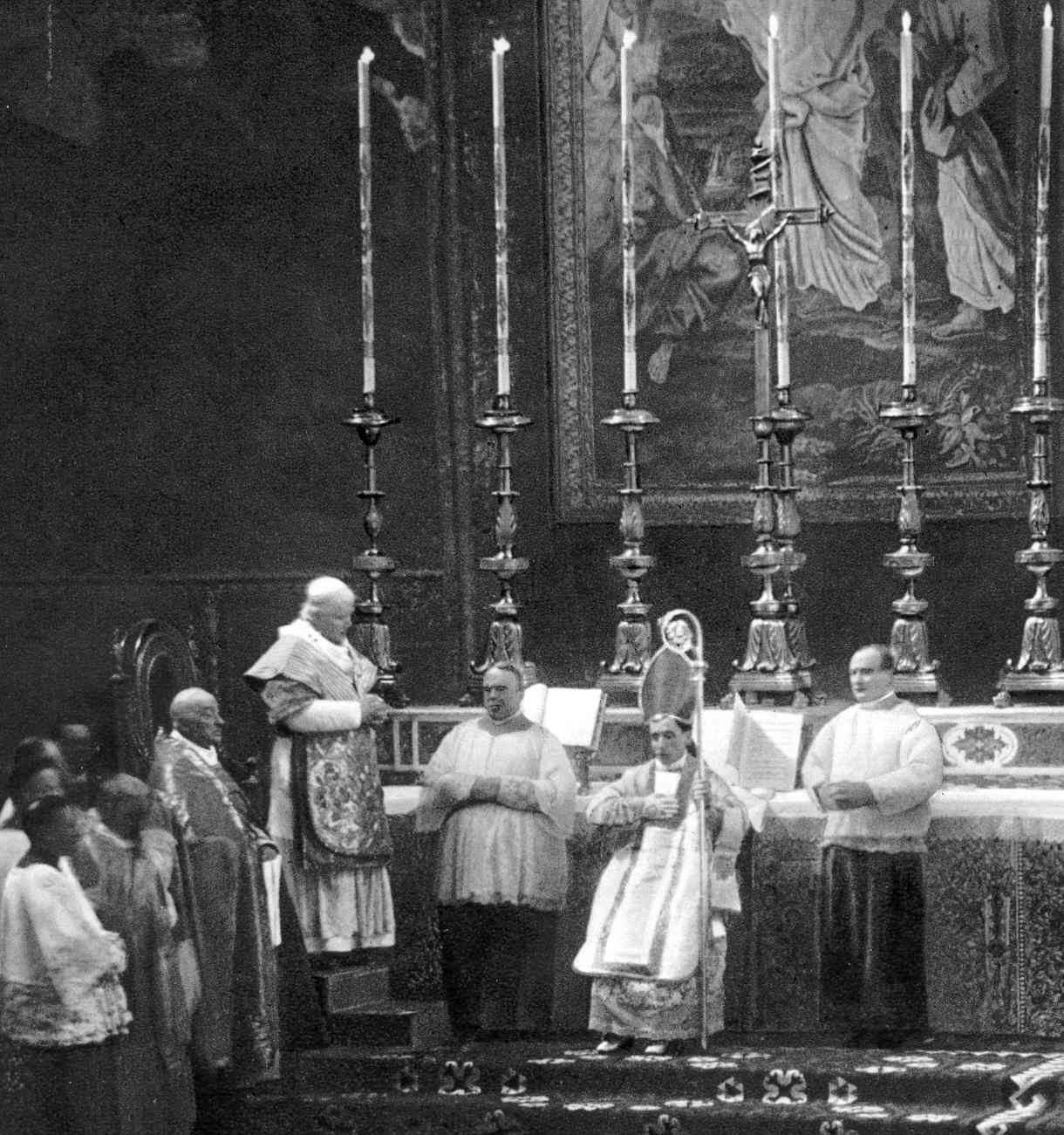
Епископская хиротиния Джакомо делла Кьеза, Ватикан, 22 декабря 1907

Дружба делла Кьеза с Рамполлой, архитектором внешней политики папы Льва XIII (1878−1903), делала его положение в Государственном секретариате при новом понтифике несколько неудобным. Итальянские газеты от 15 апреля 1907 года объявили, что папский нунций в Мадриде Аристиде Ринальдини будет заменён на работавшего там раньше делла Кьеза. Пий X, посмеиваясь над заявлениями журналистов, прокомментировал эту новость: «К сожалению, в статье забыли упомянуть, кого я назначил следующим архиепископом Болоньи». Говорили, что «дело в Ватикане зашло так далеко, и были оформлены бумаги, назначающие его папским нунцием, но [делла Кьеза] отказался их принять». 18 декабря 1907 года, в присутствии своей семьи, дипломатического корпуса, многочисленных епископов и кардиналов, в том числе и Рамполлы, он получил хиротонию в епископы от Папы Пия X. Папа пожертвовал свои епископский перстень и епископский посох для нового епископа и провёл много времени с семьёй делла Кьеза на следующий день. 23 февраля 1908 года делла Кьеза приступил к управлению новой епархией, население которой составляло 700 000 человек, 750 священников, а также 19 мужских и 78 женских религиозных объединений. В епархиальной семинарии было около 25 учителей, готовящих 120 студентов к священству.
Как епископ, он посетил все приходы, прилагая особые усилия для посещения мелких приходов в горах, пути в которые были доступны только на лошадях. Делла Кьеза всегда видел проповеди как главную обязанность епископа. Обычно давал две или более проповеди в день во время посещения приходов, акцентировал внимание на чистоте внутри церквей и часовен, экономил деньги везде, где только было можно, говоря: «Давайте это сохраним, чтобы отдать бедным».
Собрание всех священников в Синоде было отложено по желанию Ватикана, учитывая постоянные изменения в каноническом праве. Было построено и восстановлено множество церквей. У делла Кьеза возникла идея серьёзной реформы образовательных направлений в семинарии, согласно которой к учебным планам были добавлены большее количество науки и классического образования. Он организовал паломничество по случаю 50-летия явления Девы Марии в Лорето и Лурд во Франции. Неожиданная смерть своего друга, сторонника и наставника Рамполлы 16 декабря 1913 года стала серьёзным ударом по Джакомо делла Кьеза, который был одним из его бенефициев.

### Кардинал

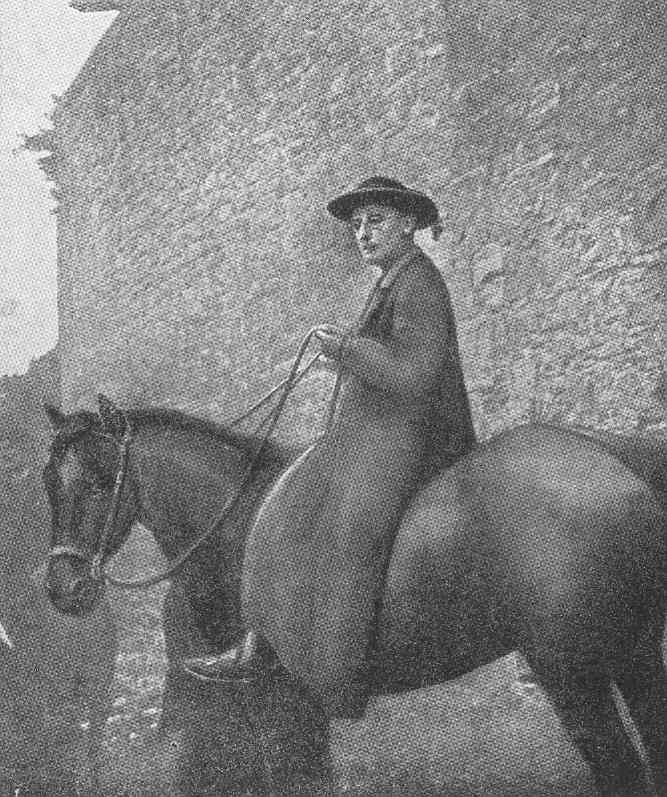
Архиепископ делла Кьеза в пастырском визите в 1910 году

По существовавшему обычаю, ожидалось что архиепископ Болоньи станет кардиналом на одной из ближайших консисторий. Делла Кьеза ожидал этого, поскольку в предыдущие годы, либо кардинал назначался архиепископом, либо архиепископ становился кардиналом вскоре после назначения. Пий X не стал следовать этой традиции, и делла Кьеза ждал консистории почти семь лет. Когда делегация из Болоньи посетила Папу Пия X с просьбой о даровании делла Кьеза сана кардинала, он в шутку ответил, высмеивая свою фамилию Сарто (что означало «портной»), сказав: «Извините, но портной пока не нашёл причины чтобы сшить для делла Кьеза мантию кардинала». Некоторые подозревали, что Пий X или его окружение не хотели иметь второго Рамполлу в коллегии кардиналов.

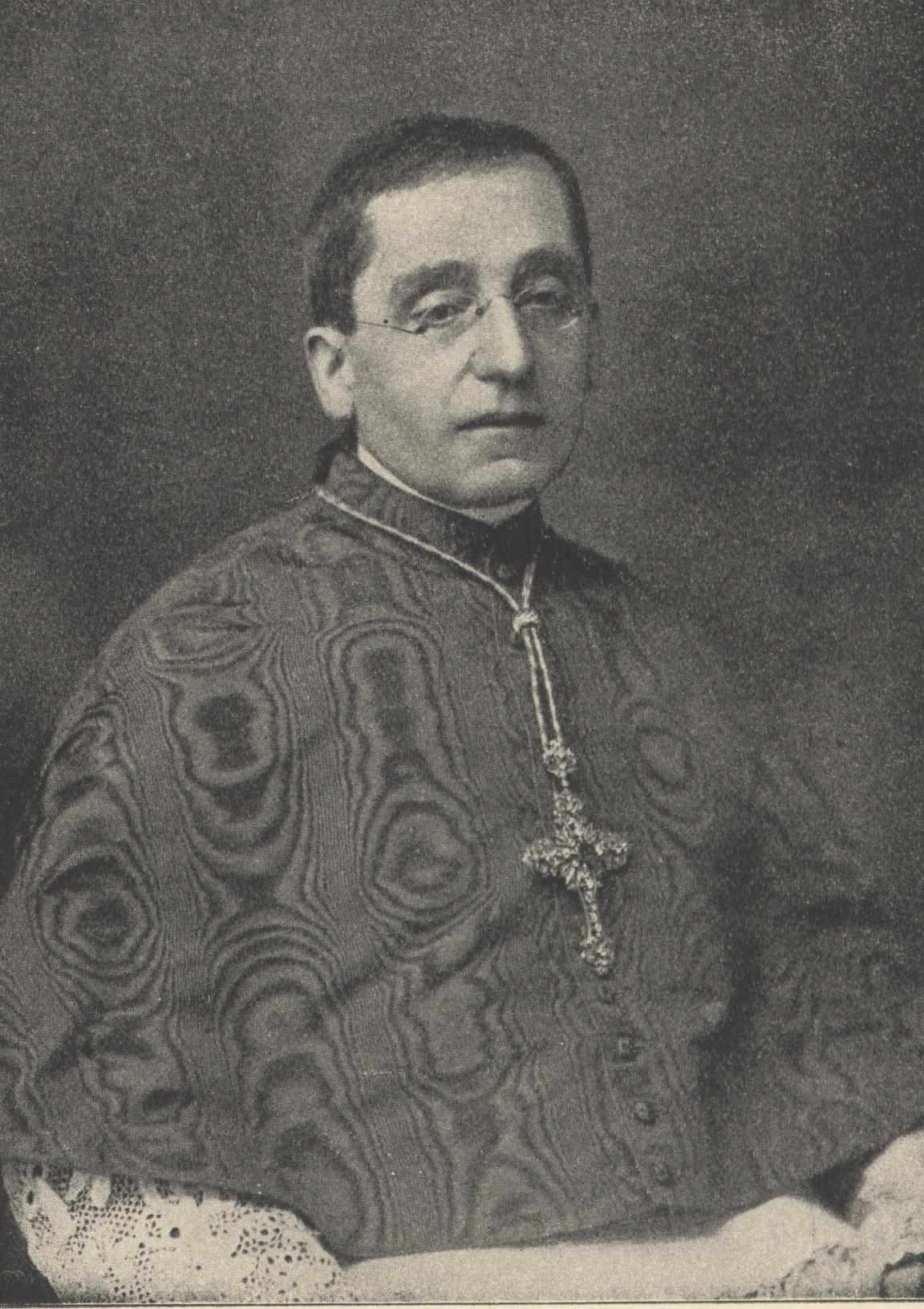
Кардинал делла Кьеза в 1914 году

Кардинал Рамполла скончался 16 декабря 1913 года. 25 мая 1914 года делла Кьеза стал кардиналом-священником с титулом церкви Санти-Куаттро-Коронати, который до него занимал Пьетро Респиги. Когда новый кардинал возвращался в Болонью после консистории в Риме, в Центральной Италии началось не социалистическое, но антимонархическое и антикатолическое восстание, которое сопровождалось всеобщей забастовкой, разграблением и разрушением храмов, линий телефонной связи и железнодорожных вокзалов, и провозглашением светской Республики. В самой Болонье граждане и церковь выступили против такого сценария развития событий. Социалисты в подавляющем большинстве случаев выиграли следующие региональные выборы большинством голосов.
Когда приблизились события Первой мировой войны, вопрос как и в какую сторону двигаться горячо обсуждался в Италии. Официально Италия всё ещё была в союзе с Германией и Австро-Венгрией. Однако в Тироле, неотъемлемой части Австрии, население было в основном немецкоговорящим, на юге в провинции Тренто, население было исключительно италоязычным. Духовенство Болоньи также не было полностью свободно от националистического пыла. Поэтому с началом Первой мировой войны, в качестве архиепископа делла Кьеза выступил с проповедью о позиции и обязанностях Церкви, подчёркивая необходимость нейтралитета, обеспечения мира и облегчения страданий.

## Понтификат

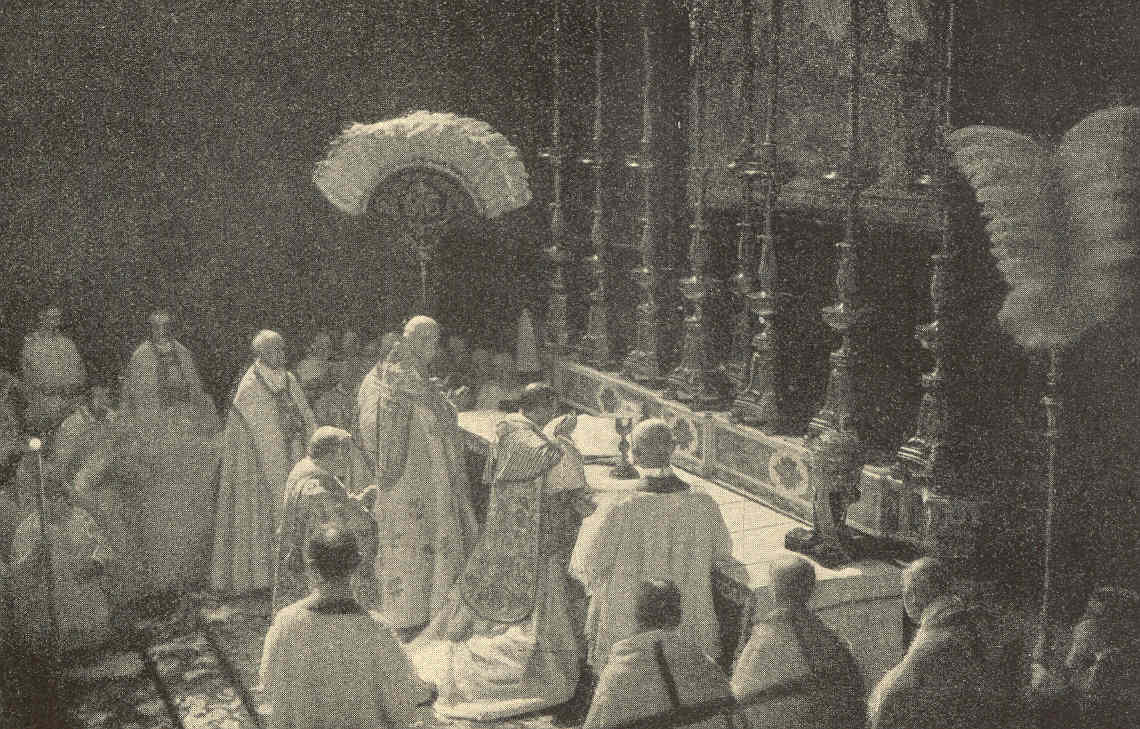
Коронация Папы Бенедикта XV в 1914 году

### Конклав 1914 года
После смерти Пия X в конце августа 1914 года был открыт конклав. Одним из главных различий с более ранними конклавами было то, что на сей раз никакой светский монарх не обладал правом вето на выбор кардиналов, кардиналы могли выбирать папу римского без давления и по своему выбору. То, что война будет несомненно доминирующей проблемой нового понтификата понимали все, поэтому приоритет кардиналов должен был быть отдан человеку с большим дипломатическим опытом. На конклаве столкнулись кардиналы представлявшие воюющие стороны. Про-немецкие кардиналы выставили кандидатуру архиепископа Сполето кардинала Доменико Серафини, про-французские и сторонники Антанты — кандидатуру архиепископа Милана кардинала Карло Феррари, Италия выставила кандидатуру архиепископа Пизы кардинала Пьетро Маффи. В результате конклав, созванный 31 августа 1914 года в Сикстинской капелле, 3 сентября 1914 года, после десятого тура голосования, избрал Папой Римским архиепископа Болоньи кардинала Джакомо делла Кьеза, несмотря на то что кардиналом он был только три месяца. Джакомо взял коронационное имя Бенедикт XV, в честь своего предшественника в XVIII веке Папы Бенедикта XIV, который также был епископом Болоньи. После избрания Папой, он также формально стал Великим магистром Ордена Гроба Господня в Иерусалиме, префектом Конгрегации доктрины веры и префектом Конгрегации по делам епископов. Однако был назначен кардинал-секретарь для повседневного выполнения данных функций.
Из-за нерешённого Римского вопроса, после оглашения кардиналом-протодиаконом об избрании на папский престол, Бенедикт XV, следуя традиции двух своих предшественников, не появился на балконе собора Святого Петра с благословением «Urbi et orbi» («городу и миру»), а также выражая протест, не была проведена церемония вступления в формальное владение Латеранской базиликой. Бенедикт XV был коронован в Сикстинской капелле 6 сентября 1914 года.
В понтификате Бенедикта XV доминировала Первая мировая война, которую он (вместе с её жуткими последствиями) называл «самоубийством Европы». Первая энциклика Бенедикта XV оглашала искренний призыв к прекращению боевых действий, Рождественское перемирие в 1914 году было частично проигнорировано. Весной 1915-осенью 1917 года произошли явления Девы Марии в Фатиме в Португалии, предвещающие скорое окончание войны и признанные в 1930 году Католической церковью чудом.

### Мирные усилия

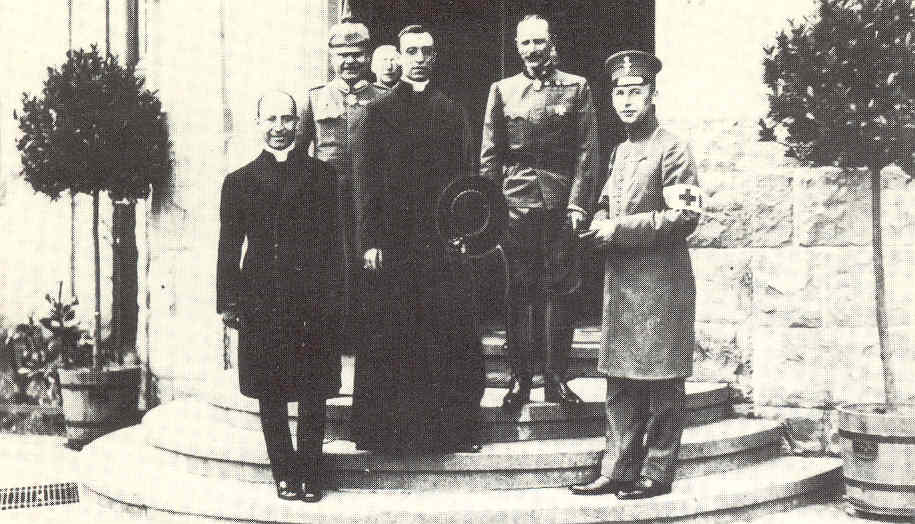
Эудженио Пачелли (будущий Папа Пий XII) в штаб-квартире германской армии с мирным предложением Бенедикта XV к императору Вильгельму II

Война и её последствия были основным направлением деятельности Бенедикта в первые годы своего понтификата. Он провозгласил нейтралитет Святого Престола и пытался с этой позиции стать посредником в попытках заключении мира в 1916 и 1917 годах. Однако обе стороны отвергли его инициативы.
Национальные противоречия между противоборствующими сторонами усугублялись религиозными различиями: перед войной население Франции, Италии и Бельгии было преимущественно католическим. Ватикан имел хорошие отношения с Великобританией, тогда как ни Пруссия, ни императорская Германия не имели никаких официальных отношений с Ватиканом. В протестантских кругах Германии, бытовало весьма популярное понятие о том, что Папа и церковь были нейтральны только на бумаге, отдавая при этом предпочтение силам стран Центральных держав, то есть австро-германскому блоку, видя в Австро-Венгрии и Южной Германии опору католицизма, и рассчитывал, что победа этих стран над православной Россией ослабит православие и откроет новые возможности для распространения католицизма.
Якобы также папский нунций во Франции в конференц-зале Парижского католического института в Париже объявил: «Воевать против Франции значит бороться против Бога», на что Папа воскликнул: «Как жаль что я не француз». Бельгийский кардинал Дезире-Жозеф Мерсье, известный как отважный патриот во время немецкой оккупации, славился своей антинемецкой пропагандой. Позднее был обласкан Бенедиктом XV, который подарил Мерсье свой портрет и письмо беззаветной поддержки со словами: «Вы спасли Церковь!». После войны, Бенедикт тоже якобы одобрял Версальский договор, который был унизителен для немцев.
Эти обвинения были отвергнуты государственным секретарём Ватикана кардиналом Пьетро Гаспарри, который написал 4 марта 1916, что святой престол является полностью беспристрастным и не отдаёт предпочтение ни одной из сторон. Это стало ещё важнее после того, так Гаспарри отмечал, что дипломатические представители Германии и Австро-Венгрии в Ватикане были изгнаны из Рима итальянскими властями. Тем не менее, учитывая всё это, немецкие протестанты отвергали всякие предложения «Папского мира», называя их оскорблениями в свой адрес. Французский политик Жорж Клемансо, яростный критик во время войны французского правительства, утверждал что считает данную инициативу Ватикана в качестве антифранцузской. Бенедикт сделал множество неудачных попыток договориться о мире, призывы к миру остались без ответа или были отвергнуты, что сделало его непопулярным среди сторонников войны, которые были намерены принять только полную победу, даже в католических странах, таких как Италия.
1 августа 1917 года Бенедикт издал мирный план, заявив что: «моральная сила права должна быть заменена материальной силой оружия» (1), «одновременное и взаимное сокращение вооружений» (2), «создание механизма международный арбитража» (3), «истинная свобода и общие права над морем» (4), «отказ от военных контрибуций» (5), «освобождение оккупированных территорий» (6), «обсуждение взаимных претензий» (7). Бенедикт XV также высказался за запрет призыва в армию, и повторил это в 1921 году. Великобритания отреагировала положительно, хотя общественное мнение было смешанным, президент Соединённых Штатов Америки Вудро Вильсон отверг этот план, в Болгарии и Австро-Венгрии также были благосклонны к данным предложениям, Германия отвечала неоднозначно. Некоторые из этих предложений в итоге были включены в «четырнадцать пунктов» Вудро Вильсона «О призыве к миру» в январе 1918 года.
В Европе каждая страна видела в Папе предвзятость в пользу других и не желала принимать от него условия предложения мира. Хотя и неудачные, его дипломатические усилия во время войны всё же привели к увеличению престижа Папства и служили в качестве модели в XX веке: в мирных усилиях Пия XII до и во время Второй мировой войны, в политике Павла VI во время Вьетнамской войны, и в позиции Иоанна Павла II накануне и во время войны в Ираке.
В дополнение к его усилиям в сфере международной дипломатии, Папа Бенедикт XV тоже пытался принести мир через христианскую веру. В 1915 году он опубликовал специальную молитву о проповеди для католиков по всему миру. Статуя в Базилике Святого Петра «Понтифик в молитве» увековечила память павших на войне солдат, которую он описал как «бесполезную бойню».

### Гуманитарная деятельность

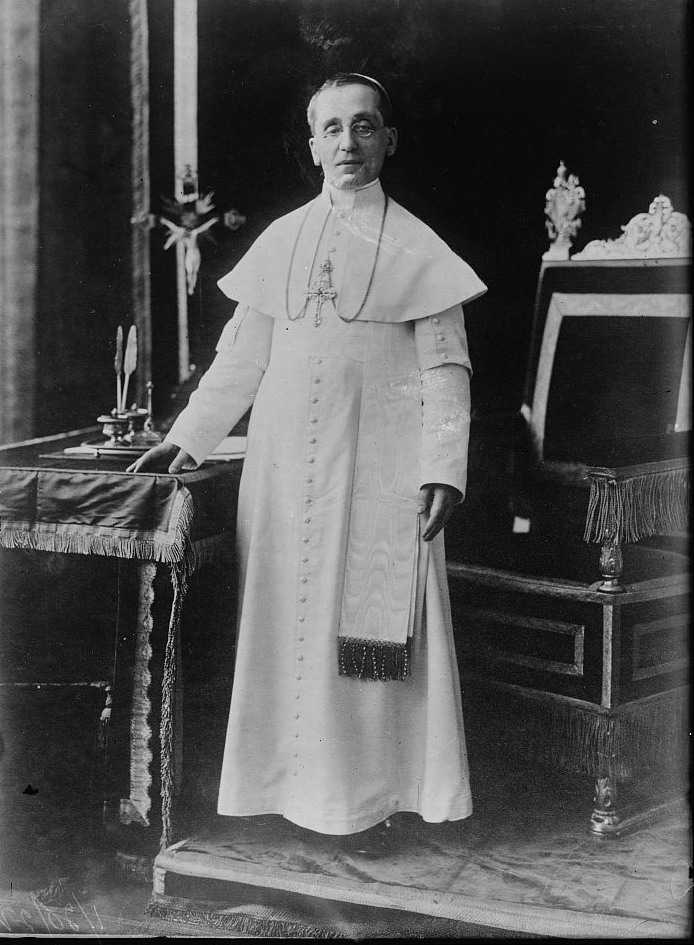
Бенедикт XV

Почти с самого начала войны, с ноября 1914 года, Бенедикт вёл переговоры с воюющими сторонами об обмене ранеными и другими военнопленными, которые были не в состоянии продолжать боевые действия. Десятки тысяч таких заключённых были обменены благодаря вмешательству Бенедикта XV. 15 января 1915 года, Папа предложил обменяться гражданскими лицами из оккупированной зоны, в результате чего за один месяц 20 000 человек были отправлены в не оккупированную южную части Франции. В 1916 году Папе удалось выработать соглашение между воюющими сторонами, по которому 29 000 заключённых с болезнями лёгких от газовых атак были отправлены в Швейцарию. В мае 1918 года он также достиг договорённости о том, что содержащиеся в плену не менее 18 месяцев с обеих сторон, у которых было четверо детей дома, также должны быть направлены в нейтральную Швейцарию.
В 1915 году Папа преуспел в достижении соглашения, по которому противоборствующие стороны обещали не отпускать военнопленных на работы по воскресенья и праздникам. Несколько человек с обеих сторон были избавлены от смертной казни после его вмешательства. Заложники были обменены, а трупы убитых были отправлены на родину. Папа основал «Opera dei Prigionieri» для оказания помощи в распространении информации о заключённых. К концу войны было обработано около 600 000 единиц корреспонденции, и почти треть этих сведений касалось лиц, пропавших без вести. Более 40 000 человек обратились с просьбой о помощи в репатриации больных военнопленных, было получено 50 000 писем от семей военнопленных.
Во время и после войны, Бенедикт XV был в первую очередь озабочен судьбой детей, о которых он даже издал энциклику. В 1916 году он обратился к народу и духовенству Соединённых Штатов, чтобы те помогли ему накормить голодающих детей в оккупированной немцами Бельгии. Его помощь детям не ограничивалась Бельгией, распространялось на детей в Литве, Польше, Ливане, Черногории, Сирии и России . Бенедикт XV был особенно потрясён новым изобретением — Воздушной войной, и неоднократно протестовал против этого.
В мае и июне 1915 года Османская империя вела кампанию против армянского христианского меньшинства, которая многими рассматривается как геноцид или Холокост в Анатолии. Ватикан в своих протестах пытался привлечь Германию и Австро-Венгрию оказать давление на турецких союзников. Сам Папа Римский направил личное письмо к султану, который также был халифом ислама, однако усилия Ватикана не имели успеха. Более миллиона армян погибло, было убито турками, а также умерло от жестокого обращения и голода.

### После войны
Недовольство деятельностью Ватикана, в сочетании с итальянскими дипломатическими шагами по изоляции Ватикана в свете нерешённого Римского вопроса, способствовали исключению Ватикана из Парижской мирной конференции 1919 года (хотя это и было частью исторической картины политической и дипломатической маргинализации папства после потери Папской области). Несмотря на всё это, Папа написал энциклику Pacem Dei Munus Pulcherrimum на тему мира и примирения между христианами.
После войны Бенедикт XV целенаправленная деятельность Ватикана была направлена на преодоление голода и нищеты в Европе и установление дипломатических контактов и отношений с множеством новых государств, которые были образованы в результате развала Российской, Австро-Венгерской и Германской империй. Крупные поставки продовольствия и информацию о контактах с военнопленными должны быть стать первыми шагами для улучшения понимания Папства в Европе.
Что касается Парижской мирной конференции, то Ватикан считал, что экономические условия, наложенные на Германию были слишком жёсткими и угрожали всей европейской экономической стабильности. Кардинал Гаспарри полагал, что условия мира и унижение немцев, вероятно, приведут к ещё одной войне, как только у Германии в одиночку будет военное превосходство. Ватикан также отвергал распад Австро-Венгрии, видя в этом шаге неизбежное и окончательное укрепление Германии. В Ватикане также преобладали большие сомнения по поводу создания малых государств-преемников, которые, по мнению Гаспарри, не были экономически жизнеспособными и, следовательно были обречены на экономическую нищету. Бенедикт XV отвергал Лигу Наций как светскую организацию, которая не была построена на христианских ценностях. С другой стороны, он также осуждал Европейский национализм, свирепствовавший в 1920-х годах и просил «объединения Европы» в своей энциклике Pacem Dei Munus Pulcherrimum.
Папа также был обеспокоен Коммунистической революцией в России. Папа с ужасом отреагировал на сильно антирелигиозную политику, проводимую правительством Владимира Ленина наряду с кровопролитием и массовым голодом, который произошёл в ходе последующей Гражданской войны. Он предпринял большие усилия, пытаясь помочь жертвам голода в России, которых только в 1921 году насчитывалось 5 миллионов человек. После распада Османской империи, в Ватикане была выражена обеспокоенность о безопасности в будущем католиков на Святой Земле.

## Дипломатическая повестка дня
В послевоенный период, Папа Бенедикт XV был вовлечён в развитие церковного управления, для налаживания контактов с новой международной системой. Папство столкнулось с появлением множества новых государств, таких как Польша, Литва, Эстония, Югославия, Чехословакия, Финляндия и другие. Германия, Франция, Италия и Австрия обеднели от войны. Кроме того, традиционный социальный и культурный европейский порядок был под угрозой правого национализма и фашизма, а также левого социализма и коммунизма, которые потенциально угрожали существованию и свободе Церкви. Чтобы справиться с этими и смежными вопросами, Бенедикт занимался тем, что он знал лучше всего — масштабным дипломатическим наступлением, для защиты прав верующих во всех странах.

### Отношения с Италией

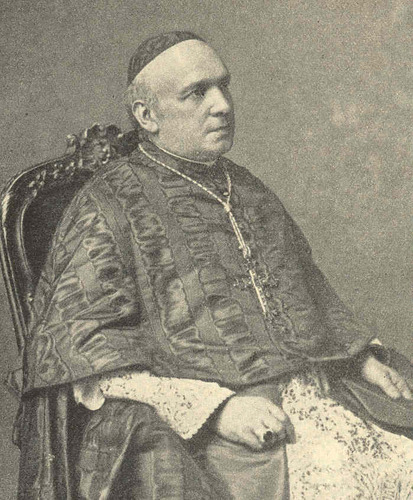
Кардинал Доменико Феррата

Папа Лев XIII уже давал согласие на участие католиков в местных выборах, но не в национальной политике. Отношения с Италией улучшились при Папе Бенедикте XV, который де-факто отменил жесткую антиитальянскую политику своих предшественников, позволяя католикам участвовать в национальных выборах. Это привело в 1919 году к созданию Итальянской народной партии, одним из главой которой стал Луиджи Стурцо. Антицерковные политики были постепенно заменены на лиц, которые были нейтральны или даже симпатизировали Католической Церкви. Король Италии сам дал сигнал о своём желании улучшить отношения, когда, например, послал личные соболезнования понтифику по поводу смерти его брата. Условия для церковных деятелей значительно улучшились, что давало надежды на скорое решение Римского вопроса. Бенедикт XV решительно поддерживал довольно прагматичный взгляд на политическую и социальную ситуацию в Италии того времени. Таким образом, в то время когда многочисленные традиционные католики выступали против права голоса для женщин, Папа был «за», мотивируя это тем, что в отличие от героев феминизма, большинство женщин проголосуют за консерватизм, и таким образом, поддержат традиционную католическую точку зрения.

### Отношения с Францией

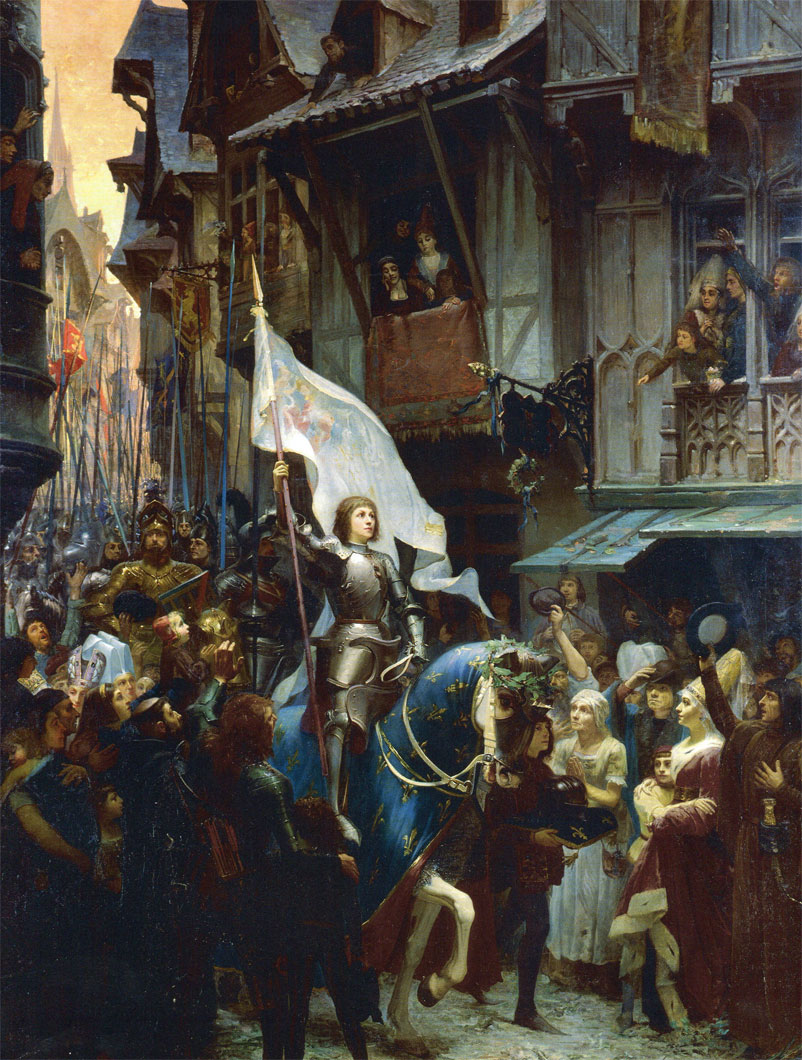
«Въезд Жанны д’Арк в Орлеан» (полотно Жан-Жака Шерера, 1887)

Бенедикт XV пытался улучшить отношения с антицерковным Республиканским правительством Франции. Он прославил в лики святых национальную французскую героиню Жанну д’Арк. На территориях стран «Третьего мира», он подчёркивал необходимость подготовки местных клириков и пастырей, для замены действовавших там европейских миссионеров, и основал Папский восточный институт и Коптский колледж в Ватикане. В 1921 году Франция восстановила дипломатические отношения с Ватиканом.

### Отношения с Советской Россией
Окончание войны вызвало революционное развитие, которое Бенедикт XV предвидел в своей первой энциклике. Революция в России в 1917 году столкнула Ватикан с ранее неизвестной ситуацией. Захват власти революционерами-большевиками вызвал беспрецедентную волну гонений против Римско-католической церкви и Русской православной церкви, которые были вынуждены сотрудничать во время бедствия.

### Отношения с Эстонией, Латвией и Литвой

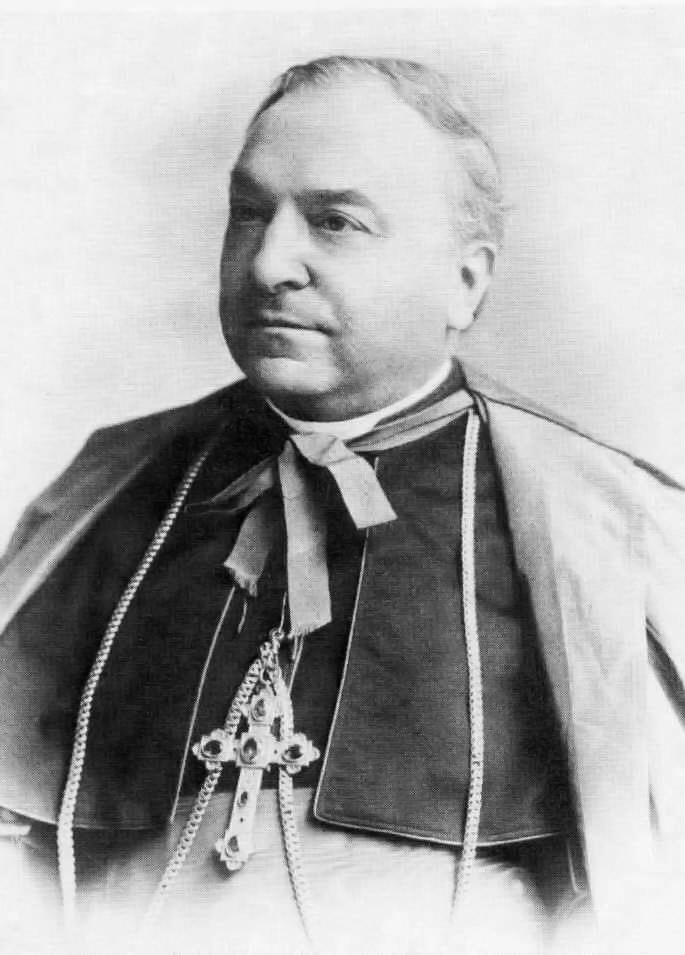
Государственный секретарь Ватикана кардинал Пьетро Гаспарри

Отношения с Россией резко изменилась после Революции в России. Страны Балтии и Польша получили независимость от России после Первой мировой войны, что говорило об относительно свободной церковной жизни на территориях стран, бывших частью Российской империи. Эстония стала первой страной, желающей установить связи с Ватиканом, однако из-за небольшого католического населения в преимущественно протестантской Эстонии, католические священники продолжали проповедовать и служить из Латвии до 1924 года. Развитие независимой католической иерархии в Эстонии началась с образованием Апостольской администрации.
11 апреля 1919 Государственный секретарь Ватикана кардинал Пьетро Гаспарри известил эстонские власти, что Ватикан согласен иметь дипломатические отношения через Латвию. Конкордат 1922 года был согласован через год в июне 1920 года, и подписан с Латвией 30 мая 1922 года. Он гарантировал свободу для Католической церкви, созданных архиепархий, освобождал духовенство от военной службы, допускал создание семинарий и католических школ и закреплял права на церковное имущество и иммунитет.
Отношения с католической Литвой были немного сложнее из-за польской оккупации архиепископского центра страны Вильнюса. Польские войска заняли Вильнюс и совершили акты жестокости в католических семинариях. Это вызвало ряд протестов Литвы при Святом престоле. Отношения со Святым престолом были установлены во время понтификата Папы Пия XI (1922—1939).

### Отношения с Польшей

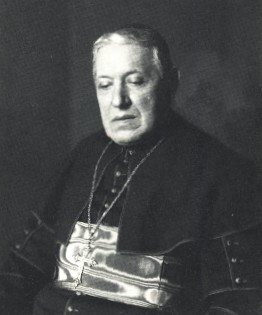
Друг и соратник Папы, кардинал Мариано Рамполла в возрасте 70 лет, незадолго до смерти

В октябре 1918 года Бенедикт XV стал первым главой государства, который поздравил польский народ по случаю восстановления независимости. В открытом письме епископу Краковскому Адаму Сапеге, Папа говорил о своей лояльности и множестве усилий Святого Престола, направленных на помощь католикам Польши, а также выражал надежду на то, что Польша и дальше будет занимать своё достойное место в семье народов, а польский народ продолжит свою историю, как образованная христианская нация. В марте 1919 года Бенедикт XV назначил 10 новых епископов, а также Акилле Ратти в качестве папского нунция в Польше, который ранее уже бывал в Варшаве в качестве папского представителя. Папа неоднократно предостерегал польские власти о недопустимости преследования литовского и русинского греко-католического духовенства. Во время наступления большевиков на Варшаву в августе 1920 года, Папа просил весь мир молиться за Польшу, а нунций Ратти был единственным иностранным дипломатом (за исключением турецкого консула), оставшимся в польской столице. Бенедикт XV попросил Ратти доставить его послание польскому епископату, предупреждая о политических злоупотреблениях духовной власти, вновь призывая к мирному сосуществованию с соседними народами, отмечая, что «Любовь к стране имеет свои пределы в справедливости и обязательствах». Он отправил нунция Ратти в Силезию, для противодействия потенциальным политическим волнениям в среде католического духовенства.
Ратти, как учёный, был выбран Папой Бенедиктом XV для работы в Польше и налаживания связей с Советским Союзом, и был нужен Папе как дипломат, но не как мученик, поэтому Папа запрещал ему любые поездки в СССР, даже если бы он был официальным папским послом в России. Однако кардинал Ратти продолжал поддерживать контакты с Россией, что не создавало симпатии к нему в Польше в то время, и его попросили уйти. «Хотя он честно пытался показать себя другом Польши, Варшава заставила Ратти покинуть свой пост нунция после его нейтральной позиции в Силезском голосовании, что было поставлено под сомнение немцами и поляками». Националистически настроенные немцы возражали против наблюдения польским нунцием за выборами, а поляки были расстроены тем, что он свернул агитацию духовенства. 20 ноября немецким кардиналом Адольфом Бертрамом был объявлен папский запрет на любую политическую деятельность священнослужителей, апогеем которого стала высылка Ратти из Варшавы. Два года спустя, Акилле Ратти станет папой Пием XI, формирование политики Ватикана по отношению к Польше отойдёт соответственно к Пьетро Гаспарри и Эудженио Пачелли на следующие 36 лет (1922—1958).

## Церковные дела

### Теология

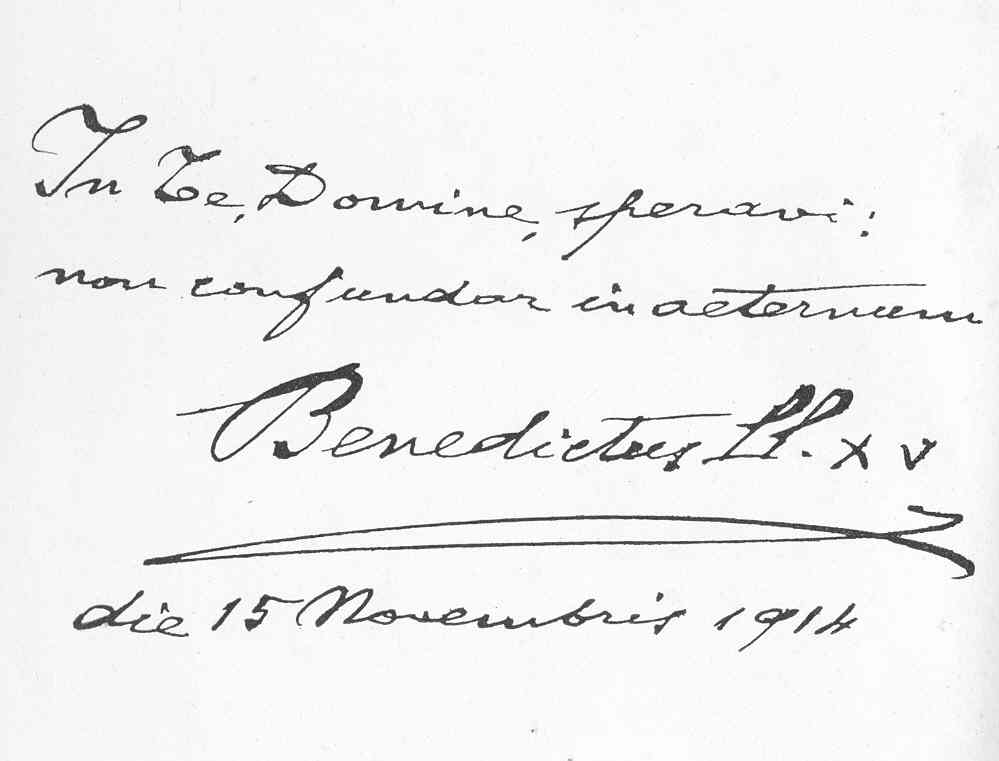
Почерк Бенедикта XV

Во внутри-церковных делах Бенедикт XV подтвердил осуждение Пия X модернистских учёных и ошибки в современных философских системах в энциклике Ad beatissimi Apostolorum, изданной 1 ноября 1914 года. Он отказался принять обратно в католичество учёных, которые были отлучен от церкви во время предыдущего понтификата. Тем не менее, Папа был спокоен, видя как идут процессы против модернистской кампании в самой Церкви.
25 июля 1920 Бенедикт XV «по собственной инициативе» написал послание «Bonum sane» на почин Святого Иосифа против натурализма и социализма. Папа говорил, что вместо того, чтобы быть обращённым к социализму, «заклятому врагу христианских принципов», человек в качестве ориентира должен следовать святому Иосифу.

### Реформы канонического права

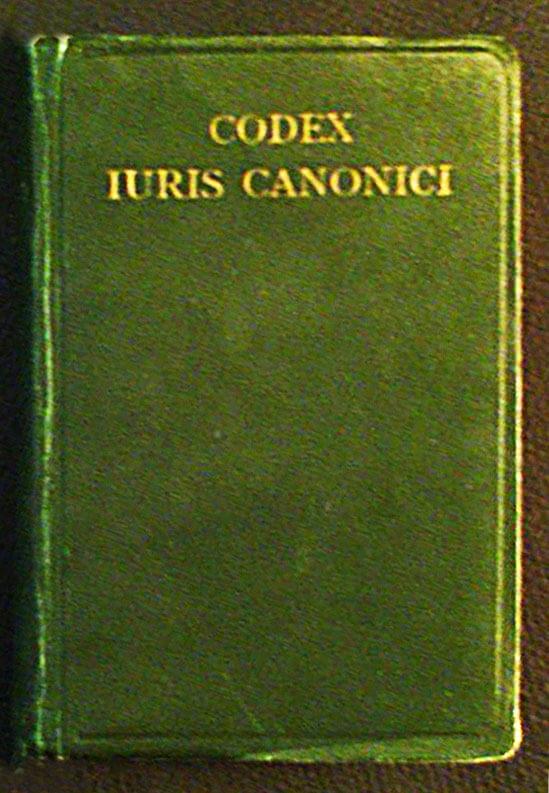
Издание Кодекса канонического права 1917 года

27 мая 1917 года Бенедикт XV обнародовал первый всеобъемлющий Кодекс канонического права Римско-католической церкви, известный также как кодекс Пия-Бенедикта, составление которого было инициировано его предшественником, папой Пием X. Этот кодекс, вступивший в силу в 19 мая 1918 года, был первой консолидацией канонического права Церкви в современной истории. К концу XIX века законодательство Римско-католической церкви включало в себя около 10 тысяч норм, при этом многие из них противоречили друг другу, поскольку были приняты в разные времена при различных обстоятельствах. Новая кодификация канонического права стала основой возрождения религиозной жизни и судебной системы всей Церкви. Кроме того, Бенедикт XV продолжил работу Папы Льва XIII над решением проблем Восточной католической культуры, богословия и литургии, основав Восточный институт в Риме и создав Конгрегацию по делам восточных церквей в 1917 году.

### Католические миссии
30 ноября 1919 года Бенедикт XV призвал всех католиков мира совершать пожертвования для католических миссий, заявив в то же время в апостольском послании Maximum Illud, что данные миссии должны содействовать развитию местной культуры, а не импортировать европейскую. Ущерб от такого культурного импорта был особенно серьёзным в Африке и Азии, где многие миссионеры были депортированы или заключены в тюрьму, так как были враждебно настроены к местному населению.

### Мариология

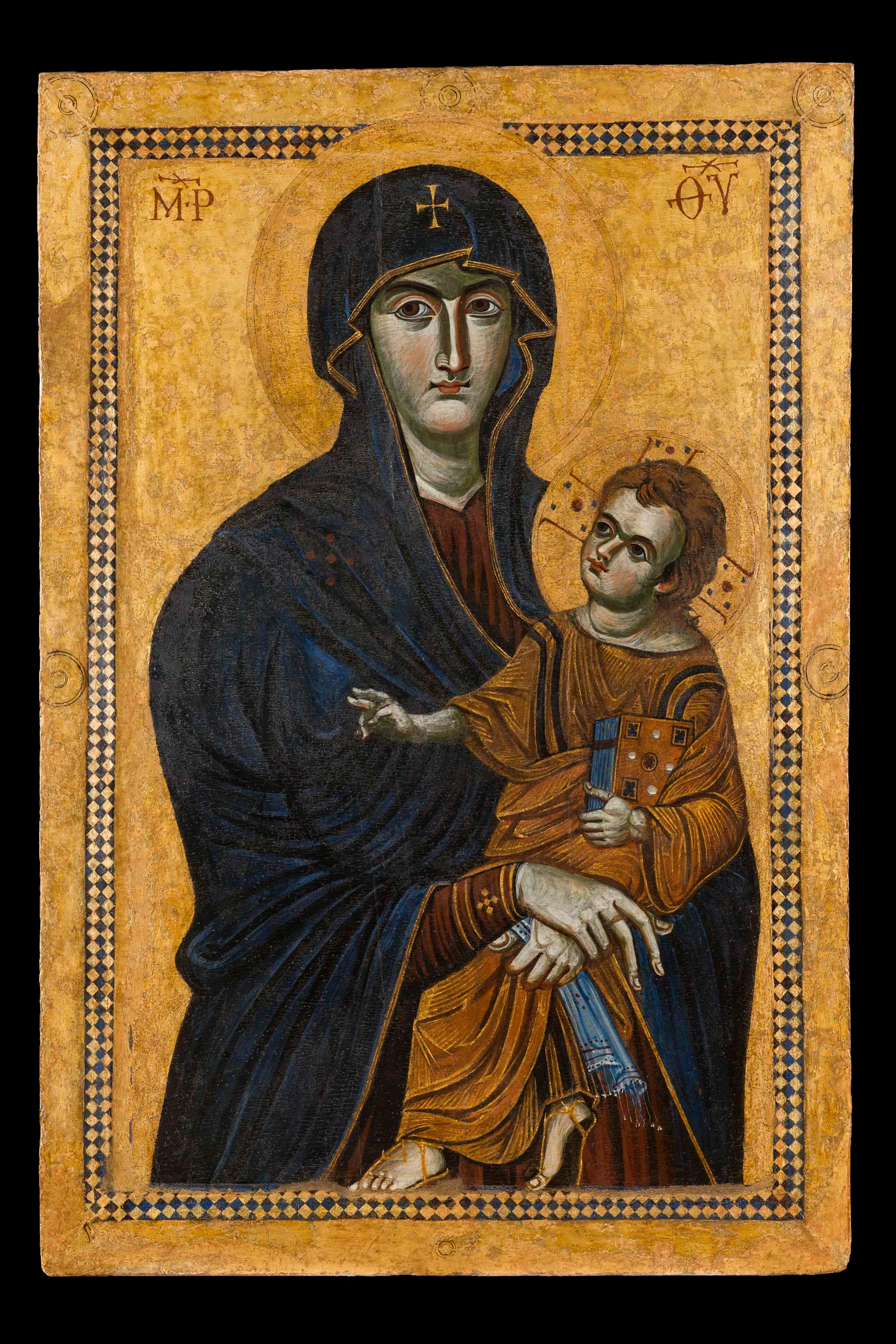
Salus Populi Romani — энкаустическая икона Богородицы, хранящаяся в римской базилике Санта-Мария-Маджоре

Папа Бенедикт XV лично обратился в многочисленных письмах к паломникам в Богородичных святых местах. Он назвал Богородицу Покровительницей Баварии, а Богородица Гваделупская стала покровительницей Гваделупы и всей Мексики. Также был установлен праздник Марии Заступнице всех милостей. 4 апреля 1916 года Папа объявил вне закона статуи и картины Девы Марии, одетые в священнические одежды.
10 мая 1916 года по письменной просьбе ветеранов кубинской войны за независимость, Папа объявил Деву Марию Милосердную (Virgin Caridad del Cobre) покровительницей Кубы.
Во время Первой мировой войны Бенедикт поставил мир под защиту Пресвятой Богородицы и добавил Литания Пресвятой Деве Марии (молитву) к одобряемым церковью литаниям всеобщего использования. Папа продвигал почитание Девы Марии во всём мире путём повышения статуса некоторых монастырей и аббатств, таких как аббатство Этталь в Баварии, которому в 1920 году был предоставлен статус малой базилики. Он также поощряет молитвы Деве Марии в мае, в память о многочисленных Фатимских явлениях Девы Марии, первое из которых произошло в апреле (или мае) 1915 года. Догматическая конституция о Церкви «Lumen Gentium» Второго Ватиканского собора цитирует мариологию Бенедикта XV.
Папа издал энциклику «Bonum sane» от 25 июля 1920, которая поощряла преданность Святому Иосифу: «Через Святого Иосифа мы идём напрямую к Деве Марии, и через Марию к источнику святости Иисуса Христа, который освятил достоинствами своими повиновением отцу своему земному Иосифу и матери своей Марии».
Также была издана энциклика о Ефрема Сирина с описанием в качестве модели преданность Марии, и Апостольское письмо «Inter Soldalica» от 22 марта 1918 года:

«Кажется, что Пресвятая Дева Мария не участвовала в общественной жизни Иисуса Христа, а затем появляется на станциях креста своего, и не существует без божественного намерения. Она страдает от горя потери и смерти сына своего, почти так же, как если бы умерла сама. Для спасения человечества, она отказалась от своего права матери на сына и принесла его в жертву для наступления Божественной справедливости, насколько ей было позволено это сделать. Таким образом, можно сказать, она и Христос искупили род человеческий».

### Беатификации и канонизации
Бенедикт XV канонизировал в общей сложности четыре человека, включая Жанну д’Арк и Маргариту Марию Алакок. Он также причислил к лику блаженных пятьдесят четыре человека, в том числе Угандийских мучеников, Нуну Алвареша Перейру, Оливера Планкетта и Луизу де Марийяк.

## Сочинения

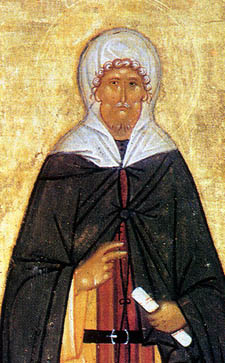
Ефрем Сирин

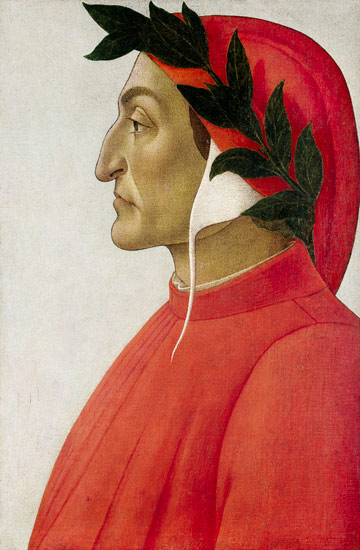
Данте Алигьери

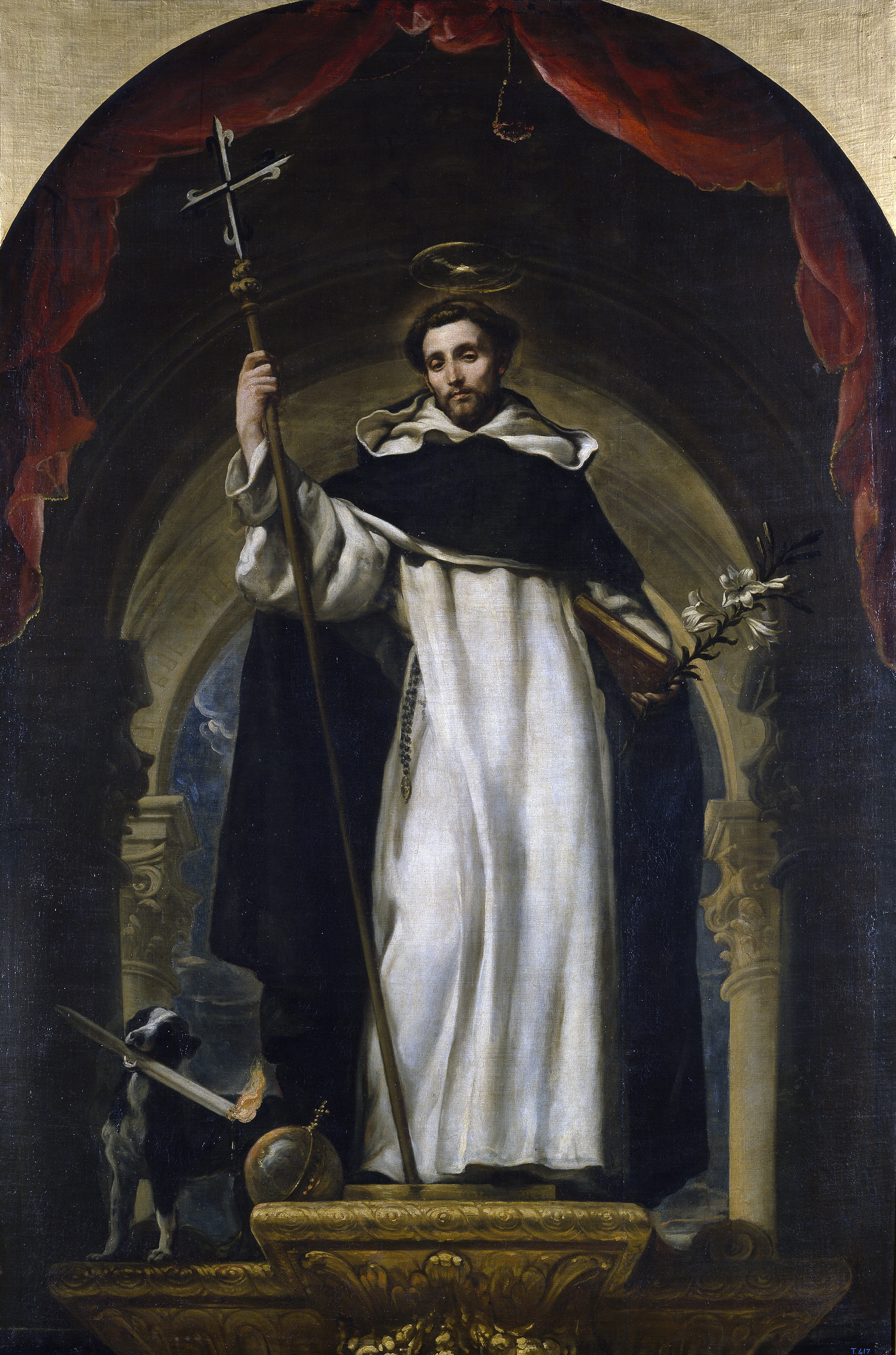
Святой Доминик

За семь лет понтификата, Бенедикт XVI написал в общей сложности двенадцать энциклик. В дополнение к уже упоминавшимся энцикликам, были выпущены следующие труды:
- энциклика «In Hac Tanta[итал.]», для епископата и немецких верующих по случаю 1200-летия евангелизации Германии святым Бонифацием (14 мая 1919),
- энциклика «Paterno Iam Diu[итал.]», о детях из Центральной Европы после Первой мировой войны (24 ноября 1919),
- энциклика «Pacem Dei Munus Pulcherrimum[итал.]», на тему мира и примирения между христианами (23 мая 1920),
- энциклика «Spiritus Paraclitus[итал.]», по случаю 1500-летия со дня смерти святого Иеронима (15 сентября 1920),
- энциклика «Principi Apostolorum Petro[итал.]», посвящённый фигуре святого Ефрема Сирина (5 октября 1920),
- энциклика «Annus Iam Plenus[итал.]», посвящена трагической ситуации детей Центральной Европы (1 декабря 1920),
- энциклика «Sacra Propediem[итал.]», по случаю 700-летия основания Третьего регулярного ордена Святого Франциска[итал.] (6 января 1921),
- энциклика «In Praeclara Summorum[итал.]», по случаю 600-летия со дня смерти поэта Данте Алигьери (30 апреля 1921),
- энциклика «Fausto Appetente Die[итал.]», по случаю 700-летия со дня смерти святого Доминика (29 июня 1921).

Апостольские увещевания Папы Бенедикта XV включают в себя:
- «Ubi primum[нем.]», обращение Папы воюющим народам и всем католикам с наставлениями о мире (8 сентября 1914),
- «Allorché fummo chiamati» (28 июля 1915),
- «Dès le début» (1 августа 1917).

Папские буллы Бенедикта XV включают в себя:
- «Incruentum Altaris» (10 августа 1915),
- «Providentissima Mater» (27 мая 1917),
- «Sedis huius» (14 мая 1919),
- «Divina disponente» (16 мая 1920).

Бенедикт XV издал девять коротких бреве:
- «Divinum praeceptum» (декабрь 1915),
- «Romanorum Pontificum» (февраль 1916),
- «Cum Catholicae Ecclesiae» (апрель 1916),
- «Cum Biblia Sacra» (август 1916),
- «Cum Centesimus» (октябрь 1916),
- «Centesimo Hodie» (октябрь 1916 г.),
- «Quod Ioannes» (апрель 1917),
- «In Africam quisnam» (июнь 1920),
- «Quod nobis in condendo» (сентябрь 1920).

### Ad beatissimi Apostolorum
Ad beatissimi Apostolorum стала первой энцикликой в первый год понтификата Бенедикта XV, оглашённой в соборе Святого Петра в Риме, в праздник всех святых 1 ноября 1914 года. Энциклика совпала с началом Первой мировой войны, который Папа назвал «самоубийством цивилизованной Европы». Бенедикт XV охарактеризовал сражающихся комбатантов из воюющих стран (величайших и богатейших народов земли), заявив, что «они хорошо снабжены самым страшным оружием современной военной науки, они с ужасом стремятся уничтожить друг друга. Нет ограничений на меры разорения и смертоубийства; день за днём земля залита невинной кровью и покрыта телами раненых и убитых».

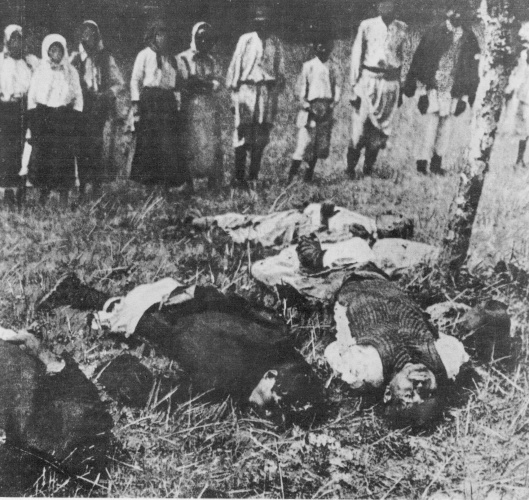
Ужасы войны: убитые австро-венгерскими солдатами сербские дети на глазах своих матерей, 1915 год.

В свете бессмысленной бойни, Папа Римский высказался за «мир на земле людям доброй воли» (Лк. 2:14), настаивая на том, что есть и другие способы и средства, с помощью которых могут быть исправлены нарушенные права.
Происхождение зла является пренебрежением принципами и практикой христианской мудрости, в частности, отсутствием любви и сострадания. Иисус Христос сошёл с небес именно с целью восстановления у мужчин Царства мира, как он заявил: «Заповедь новую даю вам: да любите друг друга, как Я возлюбил вас, [так] и вы да любите друг друга»(Ин. 13:34).
Это сообщение повторяется в Евангелии от Иоанна, где Иисус говорит: «Сия есть заповедь моя да любите друг друга, как Я возлюбил вас»(Ин. 15:12). Материализм, национализм, расизм и классовая борьба характеризуют воюющих по словам Бенедикта XV следующим образом:

Национальная вражда достигла своего апогея; народы разделились завистью, сильнее чем границами в пределах одной и той же страны; в городах бурлит жгучая зависть одного класса против другого; и среди людей самолюбование и самоуверенность является высшим законом повеления.

### Humani generis redemptionem

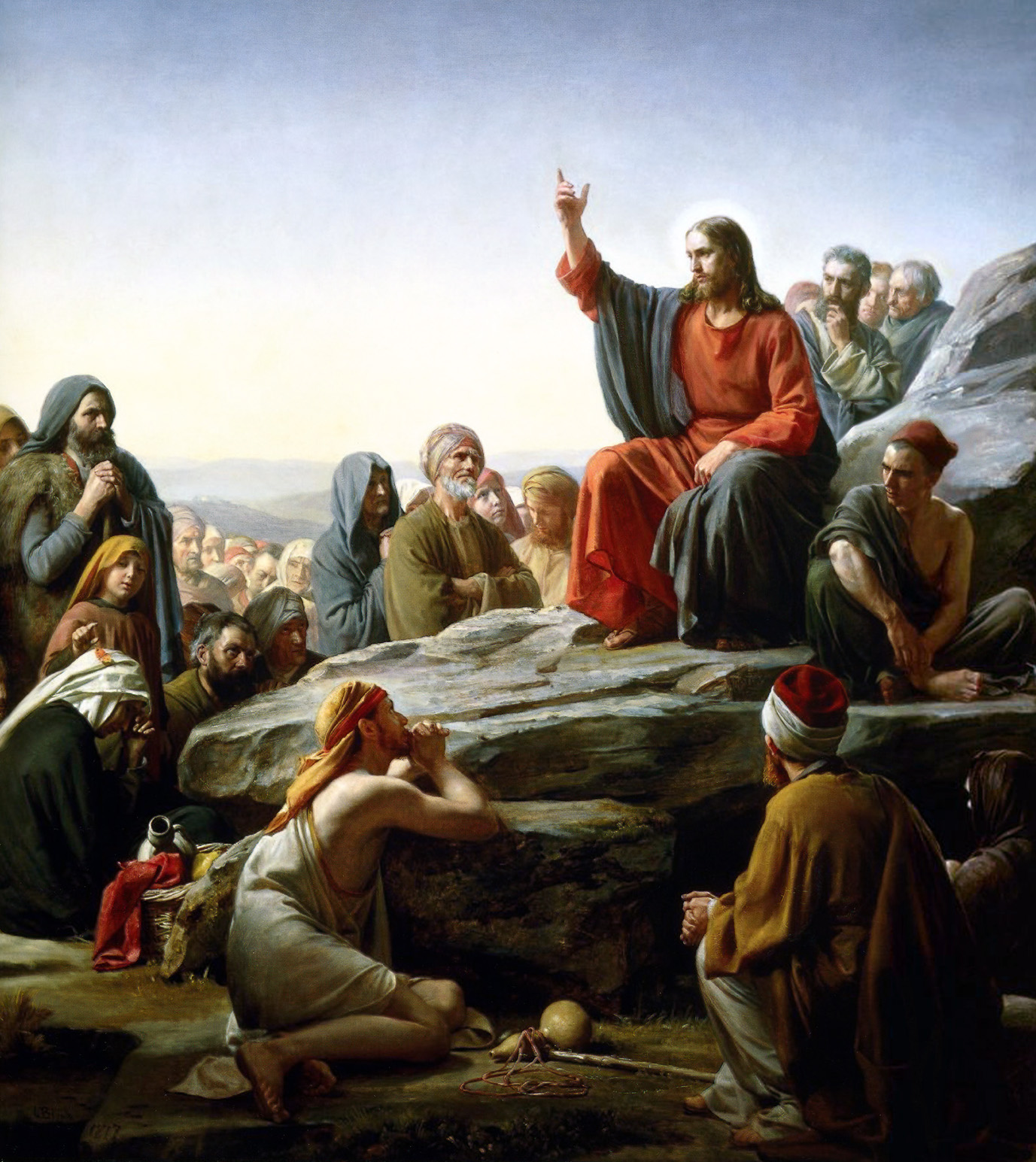
Нагорная проповедь

Энциклика Humani generis redemptionem от 15 июня 1917 года была посвящена неэффективности христианской проповеди. По словам Бенедикта XV, в мире имелось больше проповедников слова, чем когда-либо прежде, однако «в государстве общественных и частных нравов, а также в конституциях и законах государств, существует общее пренебрежение и забывчивость сверхъестественного (неземного), постепенный отход от строгого стандарта христианской добродетели, и ускользания мужчин в позорную практику язычества».
Папа решительно возложил часть вины на тех служителей Евангелия, которые не должным образом не справлялись со своими обязанностями, говоря, что это не вина сегодняшнего времени, но вина некомпетентных христианских проповедников, виноватых потому что, никто сегодня не может с уверенностью сказать, что Апостолы жили в лучшие чем у нас времена, что разум Апостолов был более нашего посвящён постижению Евангелия, и возможно, что они встречались с меньшей оппозицией к закону Божьему.
Энциклика также говорит о роли католических епископов в деле проповеди. Тридентский собор учит, что проповедь «является первостепенной обязанностью епископов». Апостолы, чьими преемниками были епископы, видели в Церкви что-то своё, проповедовали, за это они и получали благодать Святого Духа. Апостол Павел писал к Коринфянам: «Ибо Христос послал меня не крестить, а благовествовать, не в премудрости слова, чтобы не упразднить креста Христова» (1Кор. 1:17).
Архиерейский Тридентский собор говорит о необходимости выбора для этого священнического служения только тех, кто «подходит» на должность, то есть тех, кто «может осуществлять служение проповеди с пользой для души». Богатство души не означает «красноречие или популярность, а означает, прежде всего, духовность и духовные плоды». Бенедикт XV настаивал, чтобы все священники, которые были не способны проповедовать или слушать исповеди были отстранены от должности. Энциклика также говорит о том, что священники прежде всего должны сосредоточиться на слове Божьем и его пользе для души, чем на собственной выгоде.

### Quod iam diu
В пятый год своего понтификата, 1 декабря 1918 года, Папа Бенедикт XV опубликовал энциклику Quod iam diu. Папа просил всех католиков мира молиться за наступление Истинного Мира, а также за тех, кому было доверено вести мирные переговоры.

Вскоре делегаты из разных стран встретятся на торжественном конгрессе, чтобы дать миру справедливый и прочный мирный договор; однако ни один человек из конгресса никогда не имел в своём распоряжении таких серьёзных и сложных определений, какие будут приниматься и обсуждаться. Не требуется слов, чтобы показать, насколько велика потребность у участников мирной конференции божественного дарования мудрости для наилучшего исполнения возложенных на делегатов задач. И, так как их решения будут иметь высший интерес для всего человечества, нет никаких сомнений в том, что католики, для которых поддержка порядка и гражданского прогресса является долгом совести, должны молиться о ниспослании Божественной помощи для всех, кто принимает участие в мирной конференции. Мы хотим, чтобы эта возможность представилась всем католикам в мире.

### Maximum Illud
Апостольское послание Бенедикта XV Maximum Illud было дано 30 ноября 1919 года, в шестой год понтификата Папы. Послание касалось темы католических миссий после Первой мировой войны. Папа Бенедикт XV вспоминал великих апостолов Евангелия, которые внесли большой вклад в расширение миссий. Целью послания был анализ новейшей истории католических миссий и дела миссионерства. Папа впервые обращался к епископам, в ведении которых находились католические миссии, отмечая необходимость подготовки местного духовенства. Католические миссионеры должны были помнить, что их цель — это духовность, исполняемая бескорыстно.
Бенедикт XVI подчеркнул необходимость надлежащей подготовки для работы в среде зарубежной культуры и потребности в приобретении языковых навыков, прежде чем отправляться с миссиями в какую-либо страну. Папа просил продолжения стремления к личной святости и хвалил самоотверженную работу женских религиозных миссий. Миссия существует не только для миссионеров, все католики должны участвовать через свои апостольство молитвы, поддерживая призвания и помогая в финансовом отношении. В выводах энциклики указано на несколько организаций, которые организуют и контролируют деятельность миссии в Католической Церкви.

## Личность и внешность

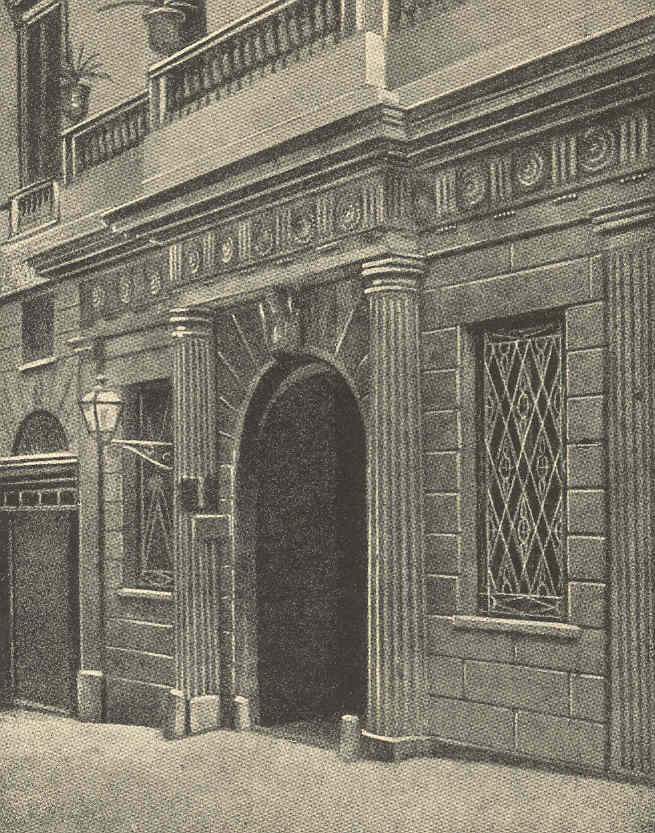
Дом, в котором родился Джакомо Паоло Джованни Баттиста делла Кьеза

Папа Бенедикт XV был худощавым и невеликого роста мужчиной. Он носил самую меньшую из трёх ряс, которые были подготовлены для него после выборов в 1914 году, и стал известен как «Il Piccoletto» или «маленький человек». Бенедикт XV был человеком достойного поведения и отличался куртуазной точкой зрения на многие вопросы, но вид его не соответствовал статусу Папы. У него был желтоватый цвет лица, чёрные клочкообразные волосы, и виднелись зубы. Все в нём, казалось, криво — и нос, и глаза, и плечи.
Папа был известен своей щедростью, отвечал на все мольбы о помощи от бедных римских семей, и одаривал крупными денежными подарками из своих личных доходов. Когда Папе не хватало денег, Бенедикт неизбежно чувствовал себя виноватым, что он не может помочь нуждающимся. Епископы и прелаты, которым Папа давал аудиенцию, часто инструктировались по поводу их финансовых проблем. Масштабными благотворительными расходами во время Первой мировой войны Папа так истощает официальные доходы Ватикана, что после его смерти обнаружилось, что казна Ватикана, использующая в расчётах итальянские лиры, эквивалентна $19000.
Бенедикт XV был аккуратным новатором по стандартам Ватикана. Он был известен тем, что тщательно рассматривал все новинки, прежде чем они будут признаны к реализации в полной мере. Он отвергал «цепляние за прошлое ради прошлого» словами «давайте жить в настоящем, а не в истории». Его отношение к светским итальянским властям было сдержанно положительным, Папа избегал конфликтов и молчаливо поддерживал королевскую семью Италии. Так же как Пий IX и Лев XIII, Бенедикт XV протестовал против вмешательства государственных органов во внутренние дела Церкви.
Папа Бенедикт XV не считался литератором. Он не публиковал образовательные или молитвенные книги. Его энциклики были прагматичны и приземлённы, умны и порой дальновидны. Он сохранял нейтралитет во время сражений Первой мировой войны, когда почти все страны разделились на два лагеря противников. И по сей день также, как и нейтралитет Пия XII во время Второй мировой войны, нейтралитет Бенедикта XV был поставлен под сомнение всеми сторонами конфликта.
Бенедикт XV имел сильную, персональную преданность Пресвятой Деве Марии. В ответ на петицию из Бельгии, подписанную всеми епископами, Святейший Престол в 1921 году утвердил специальную мессу и установил ежегодное празднование в этой стране праздника Марии Заступницы всех милостей. Бенедикт XV в своём апостольском послании «Inter Soldalica» подтвердил, что «вместе со Христом, она искупила грехи человечества» своей жертвой, жертвой скорбящей матери.

## Смерть и наследие

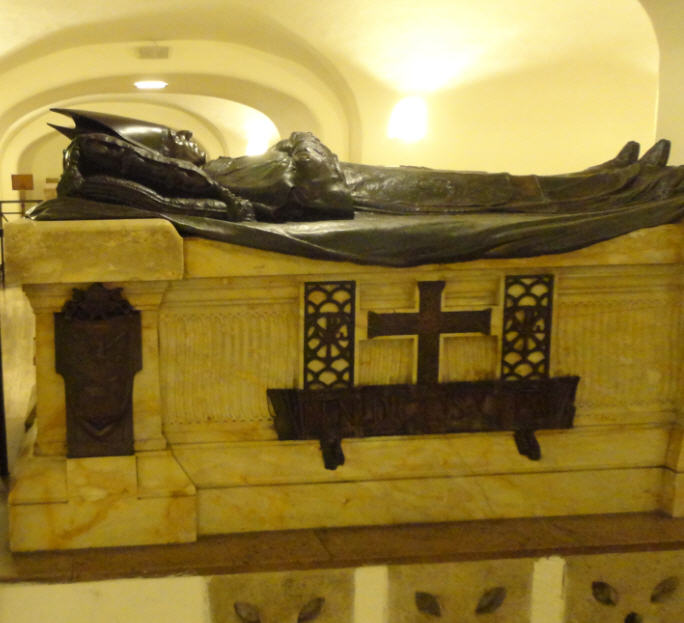
Могила Бенедикта XV в гротах собора Святого Петра в Ватикане

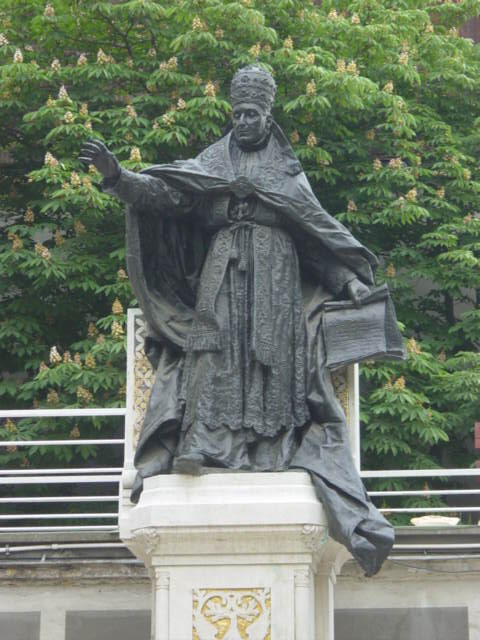
Статуя Бенедикта XV во дворе Собора Святого Духа, Стамбул

Бенедикт XV отслужил мессу с монахинями в Domus Sanctae Marthae, и пока ждал своего водителя под дождём, заболел гриппом, позже перешедшим в пневмонию. Через месяц болезни, от которой Папа так и не оправился, Бенедикт XV сдался, и скончался 22 января 1922 года в возрасте 67 лет в присутствии своих племянников. После его смерти были приспущены флаги в память о Папе, как дань уважения к нему. Его тело было выставлено для церемонии прощания, прежде чем было похоронено в Ватиканских гротах.
Бенедикт XV остался неоценённым за героические усилия по примирению народов и предотвращению Первой мировой войны. В 2005 году Папа Бенедикт XVI признал значимость своего предшественника приверженности миру, принимая такое же имя. Бенедикт XV был уникальным в своём гуманном подходе к миру в 1914—1918 гг., и резко контрастировал с другими великими монархами и вождями того времени. В дань уважения его приверженности Миру, турки (не католики и даже не христиане) по проекту итальянского скульптора Энрико Каттрини воздвигли в память о Папе статую во дворе Собора Святого Духа в Стамбуле. У подножия статуи выгравированы следующие слова: «Великий папа мировой трагедии… Благодетелю всех людей, независимо от национальности и вероисповедания».
Папа Римский Пий XII проявлял большое уважение к Бенедикту XV, который рукоположил его в епископы 13 мая 1917 года, в день первого сообщения о явлении Пресвятой Богородицы в Фатиме. Пий XII рассматривал другого Папу, Бенедикта XIV, с точки зрения его святости и научного вклада, которые были достойны титула Учителя Церкви, однако счёл, что Бенедикт XV во время своего короткого понтификата был действительно человеком Божьим, который работал на благо мира, помогал военнопленным и многим другим, кто нуждался в помощи в трудное время и был чрезвычайно щедр по отношению к России.
Пий XII высоко оценил преданность Бенедикта XV Деве Марии, способствовавшего почитаю Богоматери Лурдской, и участвовал в кодификации Канонического права Католической церкви, которое проводилось согласно энцикликам Бенедикта XV Ad beatissimi Apostolorum, Humani generis redemptionem, Quod iam diu, Spiritus Paraclitus.
Папа Римский Бенедикт XVI показал своё восхищение Бенедиктом XV после своего избрания на папский престол 19 апреля 2005 года. Выборы нового папы включали в себя и выбор папского имени. Широко распространено мнение, что папа выбирает имя предшественника, чье учение и наследие он желает продолжить. Выбор кардиналом Ратцингером имени в «Бенедикт» было воспринято как сигнал о том, что взгляды Бенедикта XV по гуманитарной дипломатии, и его позицию против релятивизма и модернизма, будут преобладать во время правления Папы Бенедикта XVI.
В своей первой общей аудиенции на площади Святого Петра 27 апреля 2005 года Папа Римский Бенедикт XVI почтил память Бенедикта XV, объясняя свой выбор:

«Я наполнен чувствами благоговения и благодарности, и хочу рассказать о том, почему я выбрал имя Бенедикт. Я воспринимаю Папу Римского Бенедикта XV как мужественного пророка мира, который управлял Церковью в неспокойные времена войны. По его стопам я продолжу своё служение по примирению и согласию между народами».

## Награды
- Рыцарь Цепи Ордена Святого Гроба Господнего Иерусалимского
- Кавалер Большого Креста Ордена Святого Сильвестра
- Великий магистр Ордена Святого Григория Великого
- Кавалер Ордена Пия IX
- Великий магистр Ордена Золотой шпоры
- Великий мастер Верховного ордена Христа